# Meknes
Meknes (arapski: مكناس‎; berberski: Meknas ili Ameknas; francuski: Meknès, španjolski: Mequinez) je grad u sjevernom Maroku, oko 130 km istočno od Rabata i 60 km sjeverno od Fesa. Glavni je grad pokrajine Meknes-Tafilalet, a za vrijeme Mulaja Ismaila (1672. – 1727.) bio je prijestolnica Maroka. Uz Fes, Marakeš i Rabat, jedan je od četiri „kraljevska grada“ Maroka.
Meknes je nazvan po berberskom plemenu Miknasa (berberski: Imeknasen) koji su dominirali ovim područjem u srednjem vijeku. Stari grad (medina) je na popisu mjesta svjetske baštine UNESCO-a od 1996. godine. 
Okolina grada je poznato kao mjesto uzgoja voća i povrća, osobito maslina, što je Meknes učinilo glavnim marokanskim gradom za poljoprivredu, trgovinu i obrt. Gospodarstvo Meknesa se temelji na industriji proizvodnje hrane, tkanina, kemikalija, metala i strojeva, ali i sve razvijenijeg turizma. U gradu se prave tepisi, vunene tkanine i cement, a Nacionalna poljoprivredna škola je smještena u staroj Palači el Hedim.

## Povijest
Berbersko pleme Miknasa je napravilo prvo utvrđeno naselje (kazba) na ovom mjestu u 8. stoljeću oko kojega je polako izrastao grad kojeg su utvrdili Almoravidi u 9. stoljeću. On se odupruo opsadi Almohada, da bi ga oni kasnije ipak zauzeli i obnovili u još veći grad s džamijama i utvrdama.
Početkom 14. stoljeća, za vladavine Merinida, grad je dobio značajne medrese, kazbe i džamije, i grad se nastavio razvijati za dinastije Vatasida.
Pod sultanom Mulaji Ismailom (1672. – 1727.) iz dinastije Alaouite, Meknes je postao glavnim gradom Maroka i doživio je svoj vrhunac. On je dao izgraditi veliki zatvor za zarobljene kršćanske mornare, ali i brojne vrtove, monumentalna gradska vrata, džamije i velike obrambene gradske zidine duge 40 km. Nakon njegove smrti, glavni grad je premješten natrag u Fes.
Meknès je poznat i po nekoliko nacionalnih islamskih bratovština (Tariqas) kao što je Isavija (ʿĪsawīya) koja je nazvana po svecu zaštitniku grada, Sidi Muhammed ibn ʿIsa (1465. – 1523.), te sufi sekte kao što je Hamadša s neobičnim ritualima u kojima središnju ulogu igraju vjeorvanja Aiša Kandiša, Dšilala (Jilala, Ǧilāla) i Miljāna naroda Gnaja. Na nacionalnoj razini su i sufistička vjerovanja Tidžani propovjednika Muhameda al-Arabi al-Darkavija.
Danas starom gradu Meknesa prijeti propadanje zbog nepostojanja odgovarajućeg sustava odvođenja padalina. Tako se nakon nekoliko kišnih dana, 19. veljače 2010. godine, minaret džamije Bab Berdiejine iz 17. stoljeća srušio usred molitve petkom, pri čemu je poginula 41 osoba, a mnogi su bili ranjeni. Kralj Muhamed VI. je naručio obnovu minareta u povijesnom obliku.

## Znamenitosti
Grad je podijeljen na dvije polovice, Stari grad (medina) na zapadu i rezultat francuske vladavine, Nouvelle Ville, na istoku. Prirodnu granicu između njih čini dolina rijeke Bou Sekrane. Zbog brojnih arhitektonski značajnih zgrada Stari grad (medina) je 1996. godine upisan na UNESCO-ov popis mjesta svjetske baštine u Africi.
Široki trg ispred poznatog gradskog ulaza Bab Mansour je natkrivena tržnica (sokak) hrane. Sokaci Meknesa su među najboljima i najoriginalnijima u zemlji. Najznačajnija građevina Medine je Medresa Bou Inanija iz vremena dinastije Merinida (14. stoljeće), te Sultanova palača iz 1680. godine koja je bila poznata kao mjesto gdje su bili zatočeni kršćanski robovi iz cijele Europe, a koju je uništio potres 1755. godine. Tu je i mauzolej Moulaj Ismaila, koji je obnovio Muhamed V. tako što je bijeli lijes uokvirio s dva barokna sata, dara francuskog kralja Luja XIV., koji izgledaju strano na orijentalnom dekoru.
Na Zapadu, na ulazu u veliko groblje izvan starog grada, nalazi se cijenjeni mauzolej (Qubba) Sidi Mohameda Ben Aissa, osnivača državnog islamskog bratstva Aisaja.
U blizini grada su i rimske ruševine Volubilisa i Moulaj Idris, mjesto hodočašća od velike važnosti za muslimane.
- Džamija Bou Inanija
- Medresa Bou Inanija
- Mauzolej Mulaj Ismaila
- grobnica Mulaj Ismaila
- Sultanova palača El Mekzen
- Gradska vrata Bab El-Khemis
- Gradska vrata Bab Mansour
- Gradska vrata Bab el-Berdaïne
- Kraljevska konjušnica
- Gradska vijećnica
- Mozaik s česme u palači El-Hedine

## Gradovi prijatelji
Meknes je zbratimljen s gradovima:
- Almati, Kazahstan
- Nimes, Francuska

## Vanjske poveznice
- Meknes na starnicama Marokanskog ureda za informiranje  Arhivirana inačica izvorne stranice od 12. ožujka 2007. (Wayback Machine) (fr.)
- Povijest Meknesa  Arhivirana inačica izvorne stranice od 14. srpnja 2011. (Wayback Machine) (šp.)